# Питанин, Василий Никифорович
Питанин, Василий Никифорович (12 октября 1935, Петропавловск — 25 февраля 2013, Санкт-Петербург) — петербургский архитектор, член Союза архитекторов России, художник-живописец, поэт. По его проектам созданы оригинальные здания в местах исторической застройки. Автор нескольких поэтических сборников и книг по истории Санкт-Петербурга.
После окончания в 1959 году Днепропетровского инженерно-строительного института получил распределение на строительство военных объектов в Гатчинском районе. В 1966 году заочно закончил ИЖСиА им. И. Е. Репина по специальности «искусствоведение». С начала 60-х годов и до конца 80-х работал в проектных институтах Ленинграда (Ленаэропроект, Ленгипрогаз, Ленгипростром). Этот период связан в основном с проектированием промышленных объектов (ДСК-7, промзона Парнас и более ста объектов в Санкт-Петербурге, Ленинградской области и СССР). В конце 80-х перешёл на работу в ЛенЗНИИЭП, затем создал собственною компанию — АСП «СТИЛОБАТ». Начиная с 2006 года выполнял проекты для СК «Дальпитерстрой», где в лице руководителя компании А. А. Скорова нашёл единомышленника, который финансировал эксперименты автора в области синтеза архитектуры и скульптуры.
Архитектурная деятельность Василия Никифоровича в Петербурге продолжалась более 50 лет.

### Основные работы
- гостиница «Октябрьская» (реконструкция);
- набережная Мартынова, 4;
- набережная Крюкова канала, 13;
- Литейный проспект, 22;
- Тучков переулок, 3 (фасад);
- улица Восстания, 42а;
- Тележная улица, 13а;
- улица Черняховского, 25;
- Гороховая улица, 63;
- надстройка здания казарм Морского гвардейского экипажа на набережной канала Грибоедова, 133;
- проходная Пролетарского завода на улице Дудко, 18;
- храм Благовещения Пресвятой Богородицы в Парголово;
- храм во имя святого бл. князя Дмитрия Донского на улице Лётчика Пилютова (Университет МВД);
- патологоанатомический корпус больницы им. Мечникова на проспекте Мечникова, 27;
- частные коттеджи на Суздальских озёрах и в Павловске.

- Жилой дом, ул. Восстания, 42
- Жилой дом, наб. Крюкова канала, 13
- Жилой дом, ул. Тележная, 13.